# يان هوارد
يان هوارد (بالإنجليزية: Ian Howard)‏ هو لاعب كرة قدم أسترالية أسترالي، ولد في 17 أكتوبر 1939.

## وصلات خارجية
- يان هوارد على موقع AustralianFootball.com (الإنجليزية)
- يان هوارد على موقع AFLtables.com (الإنجليزية)